# Moenkhausia forestii
Moenkhausia forestii é uma espécie de peixe caracídeo, pertencente ao gênero Moenkhausia. É endêmica ao Brasil, ocorrendo nos estados de Mato Grosso, Mato Grosso do Sul e Paraná. De acordo com a União Internacional para a Conservação da Natureza, seu estado de conservação é pouco preocupante.